# Las Guayabitas, San Luis Potosí
Las Guayabitas är en ort i Mexiko.   Den ligger i kommunen Rioverde och delstaten San Luis Potosí, i den centrala delen av landet, 300 km norr om huvudstaden Mexico City. Las Guayabitas ligger 1 169 meter över havet och antalet invånare är 154.
Terrängen runt Las Guayabitas är kuperad åt sydväst, men åt nordost är den platt. Runt Las Guayabitas är det ganska glesbefolkat, med 29 invånare per kvadratkilometer. Närmaste större samhälle är Río Verde, 17,0 km öster om Las Guayabitas. I omgivningarna runt Las Guayabitas växer i huvudsak blandskog.